# Спиридонов Іван Васильович
Іван Васильович Спиридонов (10 (23) жовтня 1905 року, село Погібаловка Нижньогородської губернії, тепер Бутурліновського району Нижньогородської області — 7 липня 1991 року, Москва) — радянський державний і господарський діяч, 1-й секретар Ленінградського міськкому та обкому КПРС. Депутат Верховної Ради СРСР 5-8 скликань. Голова Ради Союзу Верховної Ради СРСР (1962—1970). Член ЦК КПРС (1961—1971). Член Бюро ЦК КПРС по РРФСР (1959—1962). Секретар ЦК КПРС (1961—1962).

## Біографія
Народився у селянській родині. У 1922—1925 роках — учень Царицинського механічного технікуму.
З 1925 року працював на Ленінградському заводі «Знамя труда»: слюсар, майстер, начальник цеху, начальник технічного відділу заводу.
Член ВКП(б) з 1928 року.
У 1939 році закінчив Ленінградський заочний індустріальний інститут.
У 1939—1941 роках — директор Орловського заводу текстильних машин.
У 1941—1944 роках — директор Кузнецького машинобудівного заводу Пензенської області.
У 1944—1950 роках — директор заводу «Держметр» у місті Ленінграді.
У 1950—1952 роках — секретар Московського районного комітету ВКП(б) міста Ленінграда.
У 1952 — 19 лютого 1954 року — заступник голови виконавчого комітету Ленінградської обласної ради депутатів трудящих.
У 1954 — липні 1956 року — секретар Ленінградського обласного комітету КПРС.
27 липня 1956 — 24 грудня 1957 року — 1-й секретар Ленінградського міського комітету КПРС.
24 грудня 1957 — 3 травня 1962 року — 1-й секретар Ленінградського обласного комітету КПРС.
Одночасно, 31 жовтня 1961 — 23 квітня 1962 року — секретар ЦК КПРС.
23 квітня 1962 — 14 липня 1970 року — голова Ради Союзу Верховної Ради СРСР.
З липня 1970 року — персональний пенсіонер.
Похований на Троєкурівському цвинтарі міста Москви.

## Нагороди
- два ордени Леніна (1944, 1957)
- орден Червоного Прапора
- орден Трудового Червоного Прапора (1942)
- орден Дружби народів (1985)
- медаль «За трудову доблесть»
- медалі